# Liste von Persönlichkeiten aus Semione
Diese Liste enthält in Semione geborene Persönlichkeiten und solche, die in Semione ihren Wirkungskreis hatten, ohne dort geboren zu sein. Die Liste erhebt keinen Anspruch auf Vollständigkeit.

## Persönlichkeiten
(Sortierung nach Geburtsjahr)
- Adelfamilie Pepoli.  Die Pepoli verkauften die Herrschaft Blenio und Biasca am 7. Mai 1450 an die Bentivoglio[1]
  - Giovanni Pepoli (* um 1310 in Bologna; † nach 1356 in Semione), er erwarb 1356 für 17000 fl. von Giovanni Visconti die Herrschaft Blenio und Biasca. Er wohnte im Schlosse Serravalle[1][2]
  - Taddeo Pepoli (* um 1345 in Bologna; † 1402/03 getötet auf der Burg Serravalle bei Semione), Adliger mit Herrschaftsrechten über Biasca und das Bleniotal, er übte die Herrschaft mit seinen Brüdern Andrea und Romeo aus, um 1370 übernahm er die Burg Serravalle[1][3][4]

- Familie Scheggia. [5]
  - Giovanni Scheggia (* um 1415, erstmals erwähnt 1451 in Semione; † nach 1482 ebenda), Notar, Richter, Politiker, Verweser von Blenio für die eidgenössischen Orte 1478, stand 1480 an der Spitze der Leute von Blenio gegen Scarenzio, den herzoglichen Vertreter der Talschaft[5][6]

- Domenico Rezia (* um 1650 in Porlezza; † nach 1683 ebenda ?), Stuckateur tätig in Semione in Oratorium Santa Maria Bambina im Ortsteil Navone 1678/1683[7]
- Carlo Evasio Soliva (1791–1853), Pianist und Komponist.
- Pietro Pazzi (* 24. November 1848 in Semione; † 6. August 1914 ?), liberaler Tessiner Politiker und Unternehmer in London[8][9]
- Enrico Genucchi (* 22. April 1859 ? in Semione; † 3. Juli 1900 ebenda), Präsident der schweizerischen Handelskammer in Brüssel[10]
- Gualtiero Genoni (* 20. November 1894 in Wimbledon (London); † 5. September 1992 in Semione), Maler schuf Aquarell und Landschaften. Ehemaliger Gemeindesekretär von Semione[11][12]
- Aurelio Gabelli (* 16. Juni 1900 in Semione; † 29. Juli 1974 ebenda), Priester, Pfarrer von Breganzona, Journalist des Giornale del Popolo, Rektor des Seminars von Lugano[13]
- Silvio Jolli (* 14. Februar 1904 in Ludiano; † 15. August 1964 in Rivera), aus Semione, Anwalt, Bürgermeister von Semione, Amtsrichter von Blenio, Tessiner Grossrat, Nationalrat[14][15]
- Leonardo Genoni (1987), Eishockeyspieler
- Giuliano Genoni (* 25. Januar 1987), Weltmeister Bier Sommeliers 2022